# والر (پنسیلوانیا)
والر (به انگلیسی: Waller) یک منطقهٔ مسکونی در ایالات متحده آمریکا است که در شهرستان کلمبیا، پنسیلوانیا واقع شده‌است. والر ۳٫۳ کیلومتر مربع مساحت و ۴۸ نفر جمعیت دارد و ۳۸۳٫۷۵ متر بالاتر از سطح دریا واقع شده‌است.